# Campeonato Mundial de Judô de 1997
O Campeonato Mundial de Judô de 1997 foi a 20° edição do Campeonato Mundial de Judô, realizada em Paris, França, em 9 de outubro à 12 de outubro de 1997.

## Medalhistas

### Masculino
| Evento | Ouro            | Prata               | Bronze                                   |
| ------ | --------------- | ------------------- | ---------------------------------------- |
| 60 kg  | Tadahiro Nomura | Georgi Revazichvili | Fúlvio Miyata Cedric Taymans             |
| 65 kg  | Kim Hyuk        | Larbi Benboudaoud   | Georgi Vazagashvili Victor Bivol         |
| 71 kg  | Kenzo Nakamura  | Christophe Gagliano | Guilherme Bentes Vsevolods Zeļonijs      |
| 78 kg  | Cho In-Chul     | Djamel Bouras       | Kwak Ok-Chol Patick Reiter               |
| 86 kg  | Jeon Ki-Young   | Marko Spittka       | Brian Olson Michele Monti                |
| 95 kg  | Paweł Nastula   | Aurélio Miguel      | Ghislain Lemaire Yoshio Nakamura         |
| +95 kg | David Douillet  | Shinichi Shinohara  | Pan Song Tamerlan Tmenov                 |
| Aberto | Rafał Kubacki   | Yoshiharu Makishi   | Dennis van der Geest Harry Van Barneveld |

### Feminino
| Evento | Ouro                 | Prata             | Bronze                           |
| ------ | -------------------- | ----------------- | -------------------------------- |
| 48 kg  | Ryoko Tamura         | Amarilis Savón    | Monika Kurath Pae Dong-Suk       |
| 52 kg  | Marie-Claire Restoux | Kye Sun-Hui       | Hyun Sook-Hee Nicole Flagothier  |
| 56 kg  | Isabel Fernández     | Driulis González  | Chiyori Tateno Magali Baton      |
| 61 kg  | Séverine Vandenhende | Gella Vandecaveye | Sara Álvarez Jung Sung-Sook      |
| 66 kg  | Kate Howey           | Anja Von Rekowski | Emanuela Pierantozzi Cho Min-Sun |
| 72 kg  | Noriko Anno          | Diadenis Luna     | Edinanci Silva Ulla Werbrouck    |
| +72 kg | Christine Cicot      | Miho Ninomiya     | Beata Maksymow Sun Fuming        |
| Aberto | Daima Beltrán        | Raquel Barrientos | Miho Ninomiya Yuan Hua           |

### Quadro de Medalhas
| Ordem | País            | Medalha de ouro | Medalha de prata | Medalha de bronze | Total |
| ----- | --------------- | --------------- | ---------------- | ----------------- | ----- |
| 1     | Japão           | 4               | 3                | 3                 | 10    |
| 2     | França          | 4               | 3                | 2                 | 9     |
| 3     | Coreia do Sul   | 3               | 0                | 3                 | 6     |
| 4     | Polónia         | 2               | 0                | 2                 | 4     |
| 5     | Cuba            | 1               | 4                | 0                 | 5     |
| 6     | Espanha         | 1               | 1                | 1                 | 3     |
| 7     | Grã-Bretanha    | 1               | 0                | 0                 | 1     |
| 8     | Bélgica         | 0               | 1                | 4                 | 5     |
| 9     | Brasil          | 0               | 1                | 2                 | 3     |
| 9     | Coreia do Norte | 0               | 1                | 2                 | 3     |
| 11    | Geórgia         | 0               | 1                | 1                 | 2     |
| 12    | Alemanha        | 0               | 1                | 0                 | 1     |
| 13    | China           | 0               | 0                | 3                 | 4     |
| 14    | Itália          | 0               | 0                | 2                 | 2     |
| 15    | Áustria         | 0               | 0                | 1                 | 1     |
| 15    | Estados Unidos  | 0               | 0                | 1                 | 1     |
| 15    | Letónia         | 0               | 0                | 1                 | 1     |
| 15    | Moldávia        | 0               | 0                | 1                 | 1     |
| 15    | Países Baixos   | 0               | 0                | 1                 | 1     |
| 15    | Rússia          | 0               | 0                | 1                 | 1     |
| 15    | Suíça           | 0               | 0                | 1                 | 1     |
| Total | Total           | 16              | 16               | 32                | 64    |